# Roger Machado
Pour les articles homonymes, voir Roger.
Roger Machado Marques ou simplement Roger, né le 25 avril 1975 à Porto Alegre, Brésil, est un footballeur brésilien devenu entraîneur.

## Palmarès

### Joueur
- Grêmio Porto Alegre
  - Copa Libertadores : 1995
  - Championnat du Brésil : 1996
  - Coupe du Brésil : 1994, 1997, 2001
  - Championnat Gaúcho: 1995, 1996, 1999, 2001

- Fluminense FC
  - Coupe du Brésil : 2007

### Entraîneur
- Atlético Mineiro
  - Championnat du Minas Gerais de football: 2017

- Bahia
  - Championnat de Bahia de football: 2019, 2020

- Grêmio Porto Alegre
  - Championnat Gaúcho: 2022

- SC Internacional
  - Championnat Gaúcho: 2025